# Эффект Оже

(a) Налетающий электрон (или фотон) создаёт вакансию на уровне 1s, и электрон из уровня 2s заполняет вакансию, при этом энергия передаётся на электрон 2p, который также покидает атом, в итоге образуются две вакансии на орбиталях 2s и 2p. (b) Показан тот же процесс с помощью спектроскопической нотации, KL1L2,3

Эффе́кт Оже́ (оже́-эффе́кт) — вылет электрона атомной оболочки вследствие безызлучательного перехода в атоме при снятии возбуждения, возникшего в результате образования вакансии на одной из внутренних оболочек. Вакансия может возникнуть при выбивании другого электрона рентгеновским или гамма-излучением, электронным ударом, а также в результате ядерных процессов — внутренней конверсии при переходе между уровнями ядра либо захвата электрона ядром (одного из видов бета-распада). Данное явление было впервые обнаружено и опубликовано в 1922 году Лизой Мейтнер. Пьер Оже, имя которого получил эффект, независимо обнаружил его в 1923 году на основе анализа экспериментов в камере Вильсона.
Состояние положительного иона с вакансией, образовавшейся на внутренней электронной оболочке, неустойчиво, и электронная подсистема стремится минимизировать энергию возбуждения за счёт заполнения вакансии электроном с одного из вышележащих электронных уровней. Выделяющаяся при переходе на нижележащий уровень энергия может быть либо испущена в виде кванта характеристического рентгеновского излучения, либо передана третьему электрону, который вынужденно покидает атом. Первый процесс более вероятен при энергии связи электрона, превышающей 1 кэВ, второй — для лёгких атомов и энергии связи электрона, не превышающей 1 кэВ.
Второй процесс называют по имени его открывателя Пьера Оже — «эффектом Оже», а высвобождающийся при этом электрон, которому был передан избыток энергии, — оже-электроном. Кинетическая энергия оже-электрона не зависит от энергии возбуждающего излучения, а определяется структурой энергетических уровней атома. Спектр оже-электронов дискретен (в отличие от непрерывных спектров электронов, образующихся при бета-распаде ядер). Энергия связи Eсв электрона, которому передаётся энергия возбуждения Eв при оже-процессе, должна быть меньше Eв. Кинетическая энергия оже-электрона равна разности энергии возбуждения и энергии связи: Eк = Eв − Eсв. Типичные кинетические энергии оже-электронов для разных атомов и переходов составляют от десятков эВ до нескольких кэВ.
После вылета оже-электрона на его месте остаётся вакансия, поэтому оболочка всё ещё находится в возбуждённом состоянии (энергия остаточного возбуждения равна энергии связи вылетевшего оже-электрона). Вакансия, если она не на самом верхнем уровне, заполняется электроном с более высокой оболочки, а энергия уносится испусканием характеристического рентгеновского фотона или нового оже-электрона. Это происходит до тех пор, пока вакансии не перемещаются на самую верхнюю оболочку (в свободном атоме) либо не заполняются электронами из валентной зоны (когда атом находится в веществе). Свободный атом в результате перехода Оже, инициированного выбиванием электрона внешним излучением или эффектом внутренней конверсии, становится как минимум двухзарядным положительным ионом (первая ионизация — выбивание электрона, вторая — вылет оже-электрона). В результате эффекта Оже, инициированного электронным захватом, может образоваться однозарядный положительный ион (поскольку в результате электронного захвата заряд атомного ядра уменьшается на единицу).
Энергия вакансии может быть с ненулевой вероятностью передана любому из электронов с вышележащих уровней, поэтому спектр оже-электронов обычно состоит из множества линий. Среднее время τ от возникновения вакансии до её заполнения конечно (и мало́), поэтому оже-линии имеют конечную ширину ΔE ≈ ħ/τ ~ 1...10 эВ, соответствующую ширине распада Γ данного атомного состояния.
Оже-переходы в конденсированном веществе могут происходить вследствие заполнения вакансий электронами валентной зоны, в результате чего ширина оже-линий увеличивается, по сравнению с переходами в одиночных атомах. Оже-переходы могут происходить также в свободных молекулах. Молекулярный оже-спектр существенно сложнее оже-спектров одиночных атомов.

## Переход Костера — Кронига
Особый случай оже-эффекта, в котором вакансия заполняется электроном внешнего подуровня той же оболочки, носит название перехода Костера — Кронига. В случае, когда и эмитируемый электрон принадлежит к той же оболочке, эффект называют суперпереходом Костера — Кронига. Эффект Костера — Кронига был назван в честь открывших его нидерландских физиков Дирка Костера и Ральфа Кронига.

## Применение
Применяется в оже-спектроскопии — методе, основанном на анализе распределения по энергии электронов, возникших в результате оже-эффекта.